# Абунэ-Йосеф
Абунэ-Йосеф (амх. አቡና ዮሴፍ) — гора в Эфиопии, высшая точка в источниках 4280 м или 4286 м, на карте 4301 м над уровнем моря. Расположена в регионе Северное Уолло на северо-восточных склонах Эфиопского нагорья вблизи города Лалибэла. 
В окрестностях Абунэ-Йосеф обитают 43 вида млекопитающих, в том числе 7 эндемичных для Эфиопии, и 221 вид птиц, из которых 16 являются эндемиками страны.
Гора известна скальной церковью Рай Марии (ገነተ ማርያም, Гэнэтэ Марьям), по преданию созданной в XIII веке, в царствование Йэкуно Амлака.